# Giovanni Antonio Scopoli
Giovanni Antonio Scopoli (de vegades amb el nom llatinitzat com Johannes Antonius Scopolius) (3 de juny de 1723— 8 de maig de 1788) va ser un metge i naturalista del Tirol.

## Biografia
Scopoli va néixer a Cavalese a la Val di Fiemmedel Tirol Sud. Es va graduar en medicina a la Universitat d'Innsbruck. Passava molt de temps als Alps recollint plantes i insectes.
El 1761 publicà De Hydroargyro Idriensi Tentamina sobre els símptomes d'enverinament per mercuri dels miners de la seva zona.

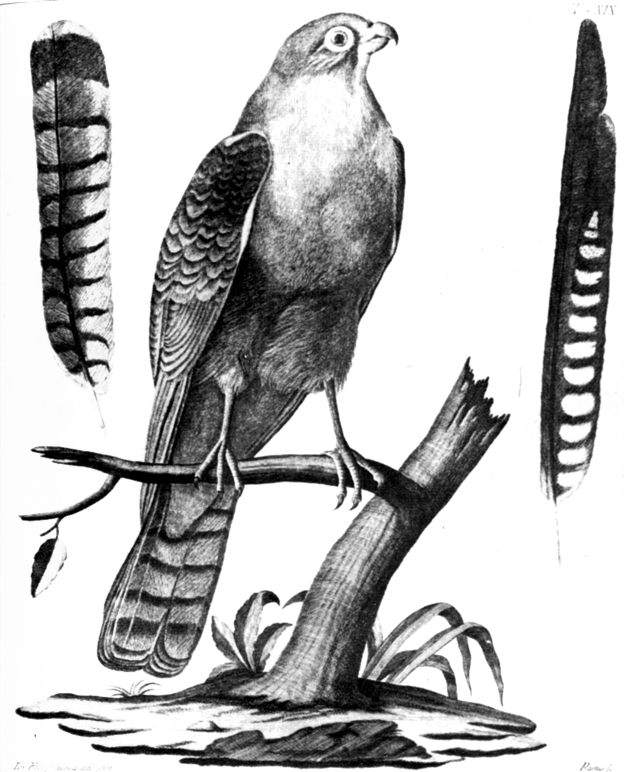
Gravat en coure en Deliciæ Floræ et Faunæ Insubricæ (1786)

Scopoli publicà la Flora Carniolica (1760) i sobre insectes l'Entomologia Carniolica (1763). També publicà les sèries de Anni Historico-Naturales (1769–72) amb algunes primeres descripcions sobre ocells.
Va ser un agre rival de Lazzaro Spallanzani a qui va acusar de robar espècimens del Museu de Pavia i per això Spallanzani va ser jutjat, poc després Scopoli morí d'un infart. La seva darrera obra va ser Deliciae Flora et Fauna Insubricae
L'alcaloide escopolamina es va trobar primer en el gènere de plantes Scopolia que rep aquest nom en honor de Scopoli.
<la seva signatura abreviada com a botànic és Scop..
Scopoli va mantenir correspondència amb Carl Linnaeus. Va ser aquest darrer qui li dedicà el gènere de solanàcies Scopolia, la font de l'escopolamina.

## Obra
- Flora Carniolica (1760) — una flora de Carniola, actualment a Eslovènia.[7]
- De Hydroargyro Idriensi Tentamina (1761) —
- Entomologia Carniolica Vienna: Trattner. (1763) —
- Joh. Ant. Scopoli der Arzneywissenschaft Doktors, Ihro... Majest. Cameralphysici in der Bergstadt Idria ... Einleitung zur Kenntniß und Gebrauch der Foßilien, Hartknoch4031 Göttingen : Niedersächsische Staats- und UniversitätsbibliothekRiga (1769). In German. Doctoral Thesis.
- Anni Historico-Naturales (1769—72) —
- Flora Carniolica exhibens plantas Carnioliae indigenas et distributas in classes, genera, species, varietates, ordine Linnaeano (1772). —
- Introductio ad historiam naturalem, sistens genera lapidum, plantarum et animalium hactenus detecta, caracteribus essentialibus donata, in tribus divisa, subinde ad leges naturae. Praga. (1777) – * Fundamenta Botanica Praelectionibus publicis accomodata. Papiae, S. Salvatoris (1783)-
- Amb Pierre Joseph Macquer, – Dizionario di chimica del Sig. Pietro Giuseppe Macquer…Tradotto dal francese e corredato di note e di nuovi articoli... Pavia.
- Deliciae Flora et Fauna Insubricae Ticini (1786–88) –.

## Alguns tàxons proposats per Scopoli
- Battus 1777 —
- Rhagonycha fulva 1763 — (Cantharidae), Europa
- Cucujus cinnaberinus 1763 — (Cucujidae), Europa
- Osmoderma eremita 1763 — (Scarabaeidae), Europa
- Sargus bipunctatus 1763 — (Diptera), Europa
- Bombus pascuorum 1763 — (Hymenoptera), Europa
- Aphis fabae 1763 — [(Hemiptera)
- Ordo Proboscidea 1763 —
- Amanita caesarea —
- Laccaria laccata —
- Ordre Caudata — de les salamandres

Vegeu "ITIS Taxon authors" per la llista completa Scopoli

## Alguns tàxons dedicats a Scopoli
- Cerambyx scopolii  (Fuessly, 1775) – (Cerambycidae), Europa
- Dorcadion scopolii (Herbst, 1784) – (Cerambycidae), Europa